# Film i Kejsardömet Ryssland
Kejsardömet Rysslands filmhistoria tar upp utvecklingen i rysk film från filmens introduktion 1896 fram till oktoberrevolutionen 1917.

## De första åren
Den första filmvisningen i Ryssland anordnades av en bröderna Lumière, och ägde rum i Moskva och Sankt Petersburg i maj 1896. Samma månad spelades den första ryska filmen in, av Lumières kameraman Camille Cerf. Den visade kröningen av Nikolaj II i Kreml i Moskva. De ryska filmerna visades huvudsakligen i hyrda teaterbyggnader. Efter Lumière kom representanter från Pathé och Gaumont att öppna kontor, och i slutet av 1800-talet hade de kommit igång med filmproduktion för den ryska publiken. Riktiga biografer hade nu byggts, och utländska filmdistributörer tog över försäljningen till förevisarna, men då, 1908, producerade Aleksandr Drankov den första ryska spelfilmen, Stenka Razin, som baserades på händelser ur populära folkvisor och regisserades av Vladimir Romasjkov. Ladislas Starevitj gjorde Rysslands första animerade film (och den första stop motionfilmade dockteatern med story) 1910 – Lucanus Cervus. Han fortsatte med animerade filmer (varav några har bevarats och till och med finns utgivna på DVD) fram tills han emigrerade till Frankrike efter oktoberrevolutionen 1917. För sina arbeten dekorerades han av tsaren 1911.

## Framväxten
Konkurrensen från franska, amerikanska, tyska, danska, brittiska och italienska bolag, som distribuerade respektive lands filmer till de förväntansfulla ryssarna, ökade, men den inhemska filmindustrin utvecklades så pass snabbt de följande fem åren att det enbart under 1918 producerades 129 fullängdsfilmer, även om många av dem var, jämfört med utländska filmer, relativt korta. 1912 startades filmstudion Chanzjonkov, och Ivan Mozzjukhin gjorde där sin första film, en spelfilm på 2000 meter med namnet Oborona Sevastopolja ("Försvaret av Sevastopol"). Samma år introducerade ett tyskt bolag verksamt i Ryssland, regissören Jakov Protazanov för världen, och hans Uchod velikovo startsa ("Den gamle mannens bortgång"), en biografisk film om Lev Tolstoj. Tsar Nikolaj gjorde själv en del ”hemmafilmer” och lät inreda en filmsal öppen för allmänheten. År 1913 skrev han dock att film var ”ett meningslöst ämne…även lite skadligt…dumheter…vi borde inte lägga någon tid på sådana bagateller”.
Tsaren lät ge en del specialassistans åt skaparna av Försvaret av Sevastopol samt ytterligare några få filmer med liknande, patriotiska teman, men för övrigt låg filmindustrin utanför statens intresse, både vad gällde bidrag och kontroll. Det fanns endast ett fåtal censurbestämmelser för nationell film – som att inte göra film om tsarerna, men i övrigt hade filmmakarna stor frihet i vad de producerade för publiken; de lokala myndigheterna var ofta mer stränga vad gällde censur och totalförbud. Detektivfilmer var populära, även olika former av melodramer gick hem.

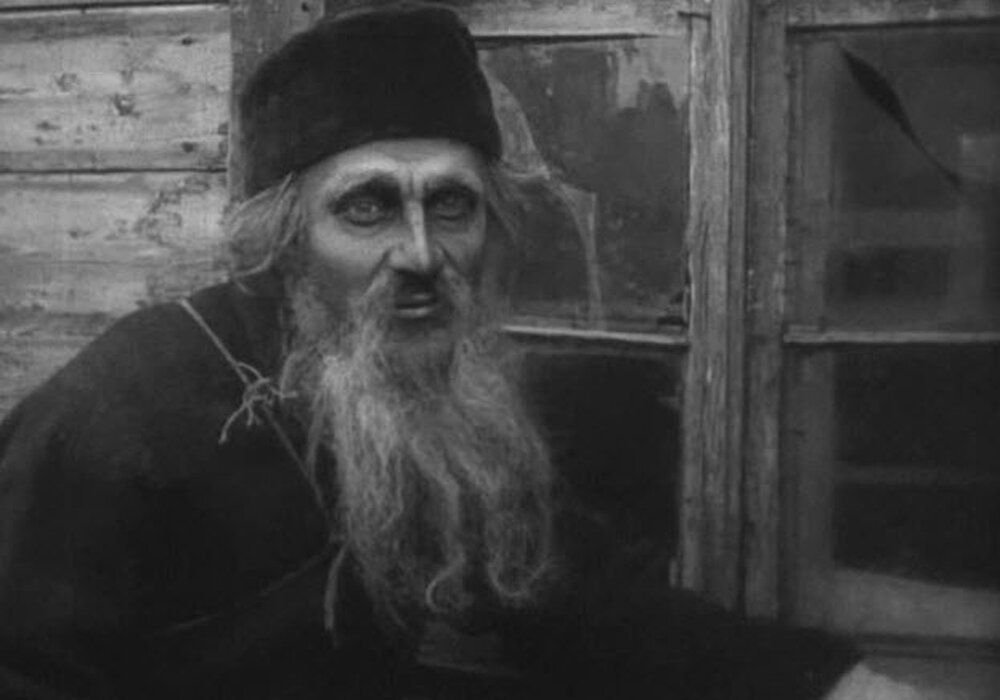
Ivan Mozzjukhin som Fader Sergius i Jakov Protazanovs film från 1917.

## Första världskriget
Med första världskrigets utbrott 1914 skedde en förändring. Importen av utländsk film minskade kraftigt, från fienden Tyskland och dess allierade upphörde filmimporten helt. De ryska filmarbetarna började snabbt göra antitysk, patriotisk film, ofta hafsigt gjorda. Ibland påbörjades inspelningen innan manuset var färdigskrivet, som ett försök att fylla tomrummet: 1916 producerades det 499 filmer, mer än tre gånger så mycket än vad som gjorts bara tre år tidigare, och fler av dem var av långfilmslängd. Rysslands allierade började importera några av de mer imponerande produktionerna, inklusive filmer av Protazanov och Jevgenij Bauer, den sistnämnda var en specialist på psykologisk film, vilka gjorde starkt intryck på den allt snabbare växande amerikanska filmindustrin. Olyckligt nog förbjöds ryska bolag att skicka kameramän till fronten, så krigsfilmer fick importeras från Frankrike och Storbritannien: några filmarbetare hade sedan som uppgift att klippa ihop dessa filmer med iscensatta krigsfilmer för att få dokumentärer som visade en mer positiv sida av kriget och krigsutvecklingen än vad som var i verkligheten. Vid den här tiden startades Skobolevkommittén av regeringen för att kontrollera produktionen av nyhetsjournaler och propagandafilm.

## Revolutionen
Så kom den ryska revolutionen, mitt under pågående krig. Med en publik som alltmer vände sig mot tsaren, började filmproducenterna efter februarirevolutionen göra ett antal filmer med "antitsariska" teman. Dessa, tillsammans med den vanliga dosen detektivfilmer och melodramer, fyllde biograferna då gatorna inte fylldes av revolutionärer. Förstörelsen av infrastrukturen i de största städerna, den svaga krigströtta ekonomin, lokala sovjeters övertagande av landsbygdens biografer och en del filmarbetares ogillande av kommunismen, ledde till att den ryska filmindustrin mer eller mindre var borta när Vladimir Lenin, den 8 november 1917, utropade ett nytt land, Ryska sovjetiska federativa socialistrepubliken.
Den sista mer betydande ryska filmen, färdigställd 1917, Fader Sergius, fick den första filmpremiären ett år senare, i det nya landet Sovjetunionen.

### På engelska
- Yana Hashamova, Pride and Panic: Russian Imagination of the West in Post-Soviet Film (Intellect Books, 2007)